# Ademar von Chabannes
Ademar von Chabannes (* 989 in Chabannes (heute Ortsteil von Saint-Sylvestre); † 1034) war ein französischer Mönch und Chronist, der die ersten Annalen Aquitaniens seit der Spätantike niederschrieb. Er trat aber auch als Komponist sowie als literarischer Fälscher in Erscheinung.

## Leben
Ademar wurde im Benediktinerkloster Saint-Martial in Limoges ausgebildet und verbrachte sein Leben dort oder im Kloster Saint-Cybard in Angoulême.
Er verfasste Chroniken, sein Hauptwerk ist das Chronicon Aquitanicum et Francicum oder Historia Francorum in drei Büchern, das die fränkische Geschichte vom sagenhaften König Faramund bis zum Jahr 1028 behandelt.
Die ersten beiden Bücher sind nicht mehr als eine Abschrift der Gesta regum Francorum des Aimoin von Fleury, das dritte Buch hingegen, das die Zeit vom 814 bis 1028 umfasst, ist von beträchtlichem historischem Wert. Es wurde in den Monumenta Germaniae Historica Scriptores, Band IV (Hannover und Berlin, 1826–1892) publiziert. Er schrieb auch die Commemoratio abbatum Lemovicensium basilicae S. Martialis apostoli (848–1029) und die Epistola ad Jordanum Lemovicensem episcopum et alios de apostolatu S. Martialis, beide von Migne in den Patrologia Latina, Band CXLI (Paris, 1844–1855) veröffentlicht.
Er starb 1034, vermutlich in Jerusalem, wohin er zu einer Pilgerreise aufgebrochen war.

## Fälschungen
Er begrüßte die sich entwickelnde Legende, dass Sankt Martial, der Bischof von Limoges des 3. Jahrhunderts, der das Limousin christianisierte, tatsächlich Jahrhunderte früher gelebt habe und einer der Apostel gewesen sei. Er sammelte die mehr als kargen Informationen über den angeblichen Apostel Martial und schrieb seine Biografie so, als stamme sie von Martials Nachfolger, dem Bischof Aurelian, dann komponierte er, um seine Behauptungen zu untermauern, eine „Apostolische Messe“. Sie ist in Ademars eigener Handschrift erhalten geblieben (Paris Bibliothèque nationale de France, MS Latein 909) und wurde damit zum ältesten Autograph abendländischer Musik. Der lokale Bischof und Abt schien seine Arbeit unterstützt zu haben, da die Messe am 3. August 1029 uraufgeführt wurde.
Unglücklicherweise für Ademar wurde die Liturgie von einem reisenden Mönch, Benedikt von Chiusa, gesprengt, der die verbesserte Vita Martials als provinzielle Fälschung und Gotteslästerung bezeichnete. Ademars Reaktion war eine weitere Fälschung: Er erfand ein Konzil von 1031, das den apostolischen Status Martials bestätigte, sowie einen päpstlichen Brief dazu. Die Wahrheit wurde erst in den 1920er-Jahren von Louis Saltet enträtselt und aufgedeckt. Von katholischer Seite wurden die Entdeckungen bis in die 1990er-Jahre ignoriert.
Bis dahin war Ademar erfolgreich. Im späten 11. Jahrhundert wurde Martial in Aquitanien tatsächlich als Apostel verehrt.

## Ausgaben
- Ademari Cabannensis opera omnia. Brepols, Turnhout 1999 ff.
  - Band 1: Chronicon. Hrsg. von Pascale Bourgain, Richard Landes und Georges Pon (= Corpus Christianorum. Continuatio Mediaevalis. Band 129). 1999, ISBN 2503042910.
  - Band 2: Opera liturgica et poetica. Musica cum textibus. Hrsg. von James Grier (= Corpus Christianorum. Continuatio Mediaevalis. Band 245). 2 Bände, 2012, ISBN 9782503543987.